# Mlhovina Plamínek
Mlhovina Plamínek (NGC 2024) je emisní mlhovina ležící v souhvězdí Orionu zhruba 900 až 1 500 ly od Slunce. Mlhovinu objevil 1. ledna 1786 William Herschel a nachází se v blízkosti hvězdy Alnitak (východní hvězda Orionova pásu).
Červené zbarvení je důsledkem zářením ionizovaných atomů vodíku na kraji velkých molekulárních mračen. Středový tmavý pruh mezihvězdného prachu ukrývá zdroj kupu horkých, mladých hvězd. Ty je možné spatřit v infračervené části spektra. Některá z hmotných hvězd je nejspíše zdrojem energetického ultrafialového záření, které ionizuje vodík.